# Championnat d'Angleterre de football 1957-1958
Navigation
Édition précédente Édition suivante
La 59e édition du championnat d'Angleterre de football est remportée par Wolverhampton Wanderers. La saison est marquée, le 6 février 1958, par le crash de l’avion transportant l'équipe de Manchester United, huit « Busby Babes, surnom donné aux très jeunes joueurs talentueux repérés par Matt Busby et intégrés à l'équipe, meurent dans l'accident dont Duncan Edwards.
Le club de Wolverhampton termine avec cinq points d’avance sur le deuxième Preston North End et treize sur le troisième Tottenham Hotspur.
Le système de promotion/relégation reste en place : descente et montée automatique, sans matchs de barrage pour les deux derniers de première division et les deux premiers de deuxième division. À la fin de la saison, Sunderland AFC et Sheffield Wednesday sont relégués en deuxième division. Ils sont remplacés la saison suivante par West Ham United et Blackburn Rovers.
Le meilleur buteur de cette saison est l'attaquant anglais de Tottenham Hotspur, Bobby Smith, avec 36 réalisations.

## Classement
|    | Équipe                  | Joués | Victoires | Nuls | Défaites | Buts pour | Buts contre | +/- | Points | Spectateurs |
| -- | ----------------------- | ----- | --------- | ---- | -------- | --------- | ----------- | --- | ------ | ----------- |
| 1  | Wolverhampton Wanderers | 42    | 28        | 8    | 6        | 103       | 47          | 56  | 64     | 37 317      |
| 2  | Preston North End       | 42    | 26        | 7    | 9        | 100       | 51          | 49  | 59     | 25 012      |
| 3  | Tottenham Hotspur       | 42    | 21        | 9    | 12       | 93        | 77          | 16  | 51     | 42 942      |
| 4  | West Bromwich Albion    | 42    | 18        | 14   | 10       | 92        | 70          | 22  | 50     | 32 419      |
| 5  | Manchester City         | 42    | 22        | 5    | 15       | 104       | 100         | 4   | 49     | 32 756      |
| 6  | Burnley FC              | 42    | 21        | 5    | 16       | 80        | 74          | 6   | 47     | 22 251      |
| 7  | Blackpool FC            | 42    | 19        | 6    | 17       | 80        | 67          | 13  | 44     | 21 406      |
| 8  | Luton Town              | 42    | 19        | 6    | 17       | 69        | 63          | 6   | 44     | 18 419      |
| 9  | Manchester United       | 42    | 16        | 11   | 15       | 85        | 75          | 10  | 43     | 46 073      |
| 10 | Nottingham Forest       | 42    | 16        | 10   | 16       | 69        | 63          | 6   | 42     | 31 305      |
| 11 | Chelsea FC              | 42    | 15        | 12   | 15       | 83        | 79          | 4   | 42     | 38 430      |
| 12 | Arsenal FC              | 42    | 16        | 7    | 19       | 73        | 85          | -12 | 39     | 39 835      |
| 13 | Birmingham City         | 42    | 14        | 11   | 17       | 76        | 89          | -7  | 39     | 29 553      |
| 14 | Aston Villa             | 42    | 16        | 7    | 19       | 73        | 86          | -13 | 39     | 28 842      |
| 15 | Bolton Wanderers        | 42    | 14        | 10   | 18       | 65        | 87          | -22 | 38     | 22 029      |
| 16 | Everton FC              | 42    | 13        | 11   | 18       | 65        | 75          | -10 | 37     | 39 157      |
| 17 | Leeds United            | 42    | 14        | 9    | 19       | 51        | 63          | -12 | 37     | 24 920      |
| 18 | Leicester City          | 42    | 14        | 5    | 23       | 91        | 112         | -21 | 33     | 31 359      |
| 19 | Newcastle United        | 42    | 12        | 8    | 22       | 73        | 81          | -18 | 32     | 36 241      |
| 20 | Portsmouth FC           | 42    | 12        | 8    | 22       | 73        | 88          | -15 | 32     | 28 499      |
| 21 | Sunderland AFC          | 42    | 10        | 12   | 20       | 54        | 97          | -43 | 32     | 36 146      |
| 22 | Sheffield Wednesday     | 42    | 12        | 7    | 23       | 69        | 92          | -23 | 31     | 22 757      |

## Meilleur buteur
Avec 36 buts, l'attaquant anglais de Tottenham Hotspur, Bobby Smith, remporte son unique titre de meilleur buteur du championnat d'Angleterre.